# Kremerata Baltica
La Kremerata Baltica és una orquestra de cambra que consta de músics joves dels països bàltics (Estònia, Letònia, Lituània). Va ser fundada pel violinista Gidon Kremer el 1997, que n'és el director artístic.
Kremerata Baltica va aparèixer per primer cop a l’escenari del Lockenhaus Chamber Music Festival d’Àustria i, des d’aleshores, s’ha fet coneguda per la seva energia i el goig amb què interpreta. L’orquestra va ser formada com a projecte educatiu per promoure la vida cultural als països bàltics.
Kremerata Baltica ofereix cada any uns 70 concerts durant gires per Europa, Àsia i les Amèriques. Realitza actuacions regulars a Alemanya, Àustria, Suïssa, Regne Unit, Japó, Estats Units i altres països, en sales de concert com el Carnegie Hall (EUA), Schloss Neuhardenberg, Schloss Elmau, la Philharmonie im Gasteig de Munic (Alemanya), Schloss Esterházy, Lockenhaus, el Musikverein (Àustria), el Rudolfinum (Txèquia) i el Royal Albert Hall (Regne Unit). Al llarg de la seva trajectòria, l’orquestra ha participat en nombrosos festivals, com el Festival de Salzburg, el Schleswig-Holstein Musik Festival, la Primavera de Praga, els The Proms, Mecklenburg-Vorpommern, entre d’altres. Des del 2003, Kremerata Baltica també organitza el seu propi festival a Sigulda, Letònia.
Tot i que la majoria dels concerts són dirigits i interpretats amb Gidon Kremer, la Kremerata Baltica també ha actuat amb artistes com la soprano Jessye Norman; els pianistes Martha Argerich, Mikhail Pletnev, Evgeny Kissin, Oleg Maisenberg, Daniil Trifonov; els violinistes Thomas Zehetmair, Vadim Repin, Tatiana Grindenko; els violoncel·listes Boris Pergamenschikov, Yo-Yo Ma, Mischa Maisky, David Geringas; i directors d’orquestra com Simon Rattle, Esa-Pekka Salonen, Christoph Eschenbach, Kent Nagano, Heinz Holliger, Vladimir Ashkenazy, Mirga Gražinytė-Tyla.
Mira més enllà del corrent principal i ha donat lloc a nombroses estrenes mundials d’obres de compositors com Arvo Pärt, Guia Kantxeli, Pēteris Vasks, Leonid Desyatnikov, Alexander Raskatov i Artūrs Maskats.
La Kremerata Baltica ha realitzat diversos enregistraments. El CD titulat After Mozart va guanyar, el 2002, un Premi Grammy en la categoria Classical Music: Best Small Ensemble Performance, a la millor interpretació d'un grup de cambra.

## Enregistraments
Mieczyslaw Weinberg: Chamber Symphonies & Piano Quintet

Obres de Mieczysław Weinberg 

Interpretades per: Gidon Kremer, Kremerata Baltica, Yulianna Avdeeva, Mate Bekavac, Mirga Gražinytė-Tyla 

2017, ECM New Series ECM 2538/39
Shostakovich: Piano Concertos

Obres de Dmitri Shostakovich 

Interpretades per: Anna Vinnitskaya, Kremerata Baltica, Tobias Willner, Ivan Rudin 

2015, Alpha Classics Alpha 203
Chiaroscuro

Obres de Guia Kantxeli 

Interpretades per: Gidon Kremer, Kremerata Baltica, Patricia Kopatchinskaja 

2015, ECM NeSe 2442
New Seasons

Obres de P. Glass, A. Pärt, G. Kantxeli, S. Umebayashi, 

Interpretades per: Gidon Kremer, Kremerata Baltica, Giedre Dirvanauskaite, Andrei Pushkarev, Girls' Choir of Vilnius Choir-Singin School "Liepaites"

2015, Deutsche Grammophon 0289 479 4817
Mieczysław Weinberg

Obres de Mieczysław Weinberg

Interpretades per: Gidon Kremer, Kremerata Baltica, Daniil Trifonov, Daniil Grishin, Giedre Dirvanauskaite, Danielis Rubinas

2014, ECM New Series 2368-69
The Art of Instrumentation: Homage to Glenn Gould

Obres de Valentin Silvestrov, Georgs Pelecis, Alexander Raskatov, Alexander Wustin, Carl Vine, Raminta Serksnyte, Guia Kantxeli, Leonid Desyatnikov, Victoria Vita Poleva, Stevan Kovacs Tickmayer, Victor Kissine.

Interpretades per: Gidon Kremer, Andrei Pushkarev, Dita Krenberga, Justina Gelgotaite, Reinut Tepp, Dzeraldas Bidva, Agne Doveikaite-Rubiniene, Daniil Grishin, Vidas Vekerotas, Giedre Dirvanauskaite, Peteris Cirksis, Kremerata Baltica

2012, Nonesuch Records 528982
Transfigurations

Obres de: F. Schubert

Interpretades per: Gidon Kremer, Kremerata Baltica

2012, Burleske
De Profundis

Obres de Jean Sibelius, Arvo Pärt, Raminta Šerkšnyte, Robert Schumann, Michael Nyman, Franz Schubert, Stevan Kovacs Tickmayer, Dmitri Shostakovich, Lera Auerbach, Astor Piazzolla, Georgs Pelecis, and Alfred Schnittke

Interpretades per: Gidon Kremer, Kremerata Baltica

2010, Nonesuch Records 287228
Hymns and Prayers

Obres de Stevan Kovacs Tickmayer, César Franck i Guia Kantxeli

Interpretades per: Gidon Kremer, Roman Kofman, Khatia Buniatishvili, Andrei Pushkarev, Marija Nemanyte, Maxim Rysanov, Giedre Dirvanauskaite, Sofia Altunashvili, Kremerata Baltica

2010, ECM 2161
Mozart: Piano Concertos 20 & 27

Obres de: Wolfgang Amadeus Mozart

Interpretades per: Evgeny Kissin, Kremerata Baltica

2010, EMI 26645
Mozart: The Complete Violin Concertos

Obres de: Wolfgang Amadeus Mozart

Interpretades per: Gidon Kremer, Kremerata Baltica

2009, Nonesuch Records 512789
Gustav Mahler/Dmitri Shostakovich

Obres de: G. Mahler/D. Shostakovich

Interpretades per: Gidon Kremer, Yulia Korpacheva, Fedor Kuznetsov, Kremerata Baltica

2007, ECM 8372024
Shostakovich

Obres de: D. Shostakovich

Interpretades per: Gidon Kremer, Yuri Bashmet, Kremerata Baltica

2006, Deutsche Grammophon 477 619-6
Lollipops/Georgs Pelecis

Obres de: F. Schubert, J. S. Bach, S. Gubaidulina, F. Mendelssohn, F. A. Mozart, R. Schumann, B. Bartok, D. Schostakowitsch, A. Piazzolla, J. Mandel, V. Reinfeldt, G. Miller, G. Pelecis

Interpretades per: Gidon Kremer, Kremerata Baltica

2006, Burleske
String Quartet in G Major

Obres de: F. Schubert (arr. V. Kissine)

Interpretades per: Gidon Kremer, Kremerata Baltica

2005, ECM 8371883
In l'istesso tempo

Obres de: Guia Kantxeli

Interpretades per: Gidon Kremer, Oleg Maisenberg, Kremerata Baltica, Bridge Ensemble

2005, ECM 8371767
G. Pelecis: Revelation

Obres de: G. Pelecis

Interpretades per: Gidon Kremer, Kremerata Baltica

2005, Burleske
Kremerland

Obres de: F. Liszt, G. Kantxeli, S. Dreznin, L. Czishyk, A. Vustin, A. Bakshi, G. Pelecis, Ī. Dunayevsky, W. A. Mozart

Interpretades per: Gidon Kremer, Marta Sudraba, Leonids Czishyk, Andrei Pushkarev, Danelius Rubins, Kremerata Baltica

2004, Deutsche Grammophon 474 8012
Russian Seasons

Obres de: L. Desyatnikov, A. Raskatov

Interpretades per: Gidon Kremer, Julija Korpaceva, Kremerata Baltica

2003, Nonesuch Records 79803
Happy Birthday

Interpretades per: Gidon Kremer, Kremerata Baltica

2003, Nonesuch Records 79657
George Enescu

Obres de: G. Enescu

Interpretades per: Gidon Kremer, Dzeraldas Bidva, Ula Ulijona, Marta Sudraba, Andrius Zlabys, Kremerata Baltica

2002, Nonesuch Records 79682
Tracing Astor

Obres de: A. Piazzolla, G. Sollima, L. Desyatnikov, G. Pelecis

Interpretades per: Gidon Kremer, Ula Ulijona, Marta Sudraba, Sol Gabetta, Leonid Desyatnikov, Horacio Ferrer, Kremerata Baltica

2001, Nonesuch Records 79601
After Mozart

Obres de: W. A. Mozart, A. Raskatov, A. Schnittke, V. Silvestrov

Interpretades per: Gidon Kremer, Kremerata Baltica

2001, Nonesuch Records 79633
Silencio

Obres de: A. Pärt, P. Glass, V. Martynov

Interpretades per: Gidon Kremer, Kremerata Baltica, Tatjana Grindenko, Reinuts Teps, Eri Klas

2000, Nonesuch Records 79582
Eight Seasons

Obres de: A. Vivaldi, A. Piazzolla

Interpretades per: Gidon Kremer, Kremerata Baltica

2000, Nonesuch Records 79568
Tango Ballet

Obres de: A. Piazzolla

Interpretades per: Gidon Kremer, Kremerata Baltica, Ula Zebriunaite, Marta Sudraba, Pers Arne Glorvigens, Aloizs Poss, Vadims Saharovs

1999, Teldec 22661
Vasks: Distant Light / Voices

Obres de: P. Vasks

Interpretades per: Gidon Kremer, Kremerata Baltica

1999, Teldec 22660